# Conseil des Massifs Centraux
Le Conseil des Massifs Centraux (Central Highlands Council) est une zone d'administration locale occupant la plus grande partie du centre de la Tasmanie en Australie. C'est une région peu peuplée.
Elle comprend les villes de: Bothwell, Bronte Park, Derwent Bridge, Ouse, Liawenee, Miena et Tarraleah. Ce sont pour la plupart des hameaux qui ont été créés pour loger le personnel qui devait construire les barrages sur la rivière Derwent